# مجموعة الخبراء الاستشارية الاستراتيجية
مجموعة الخبراء الاستشارية الاستراتيجية (SAGE) هي المجموعة الاستشارية الرئيسة لمنظمة الصحة العالمية ، في مجال اللقاحات و التحصين. تأسست عام 1999 من خلال دمج لجنتين سابقتين، و لاسيما المجموعة الاستشارية العلمية للخبراء ، التي خدمت برنامج تطوير اللقاحات، و المجموعة الاستشارية العالمية التي خدمت برنامج التحصين الموسع من قبل المديرة العامة لمنظمة الصحة العالمية جرو هارلم برونتلاند. و هي مكلفة بتقديم المشورة لمنظمة الصحة العالمية بشان السياسات و الاستراتيجيات العالمية الشاملة ، بدا من اللقاحات و التكنولوجيا الحيوية ، و البحث و التطوير ، و حتى تقديم التحصين و ارتباطه بالتدخلات الصحية الأخرى. 
لا تهتم مجموعة الخبراء الاستشارية الاستراتيجية فقط بلقاحات الأطفال و التحصين ، بل تهتم أيضا بجميع الامراض التي يمكن الوقاية منها باللقاحات.  تقدم مجموعة الخبراء الاستشارية العلمية (SAGE) توصيات عالمية بشأن سياسة التحصين ، وسوف يتم ترجمة هذه التوصيات بشكل أكبر من قبل لجنة استشارية على مستوى الدولة. 

## عضوية
تتكون مجموعة الخبراء الاستشارية العلمية (SAGE) من 15 عضوًا، يتم تجنيدهم واختيارهم كخبراء معترف بهم من جميع أنحاء العالم في مجالات علم الأوبئة والصحة العامة وعلم اللقاحات وطب الأطفال والطب الباطني والأمراض المعدية وعلم المناعة وتنظيم الأدوية وإدارة البرامج وتقديم التحصين وإدارة الرعاية الصحية والاقتصاد الصحي وسلامة اللقاحات.  يتم تعيين الأعضاء من قبل المدير العام لمنظمة الصحة العالمية لمدة أولية مدتها 3 سنوات، ولا يمكن تجديدها إلا مرة واحدة. 

## مجموعات العمل
تجتمع مجموعة الخبراء الاستشارية العلمية (SAGE) مرتين على الأقل سنويًا في شهري أبريل ونوفمبر، مع تشكيل مجموعات عمل لمراجعة تفصيلية لموضوعات محددة قبل مناقشتها من قبل المجموعة بأكملها. وتقوم المجموعة بإعداد أولويات العمل وجداول أعمال الاجتماعات بالتشاور مع منظمة الصحة العالمية. 
وتشارك اليونيسف ، وأمانة التحالف العالمي للقاحات والتحصين ، والمكاتب الإقليمية لمنظمة الصحة العالمية بصفة مراقبين في اجتماعات ومداولات فريق الخبراء الاستراتيجي المعني بالتمنيع. وتدعو منظمة الصحة العالمية أيضًا مراقبين آخرين إلى اجتماعات فريق الخبراء الاستشاري التقني، بما في ذلك ممثلون عن المجموعات الاستشارية التقنية الإقليمية التابعة لمنظمة الصحة العالمية، والمنظمات غير الحكومية، والمنظمات المهنية الدولية، والوكالات الفنية، والمنظمات المانحة، وجمعيات مصنعي اللقاحات وتقنيات التحصين. ويجوز دعوة خبراء إضافيين، حسب الاقتضاء، للمساهمة بشكل أكبر في بنود محددة من جدول الأعمال.  
ابتداءا من شباط 2024، تم انشاء مجموعات العمل للقاحات التالية : 
- كوفيد-19
- حمى الضنك
- الإيبولا
- فيروس الورم الحليمي البشري
- مجموعة العمل الاستشارية لسياسة الملاريا ، مجموعة العمل المعنية بلقاحات الملاريا
- لقاحات السحايا والتطعيم
- لقاحات المكورات الرئوية
- لقاح شلل الأطفال
- منتجات التحصين ضد الفيروس المخلوي التنفسي (RSV)
- لقاحات الجدري وجدري القرود